# اللجنة الثانية لمجلس ممثلي الشعب
اللجنة الثانية لمجلس ممثلي الشعب أو اللجنة الثانية هي هيئة في المجلس التشريعي الإندونيسي. وهي واحدة من إحدى عشر لجنة تابعة لمجلس الشعب ممثلة في نطاق العمل حول المهام الإدارية للبلاد ووزيرة الخارجية وانتخابات إندونيسيا. الرئيس الحالي للجنة الثانية هو زين الدين أمالي.

## نطاق الواجبات
اللجنة الثانية لمجلس الشعب ممثلة بواجباتها في مجالات:
- الولاية.
- وزير الخارجية.
- الانتخابات.

## العمل المزدوج
استنادًا إلى سيادة القانون في مجلس ممثلي الشعب لجمهورية إندونيسيا رقم 3 2014–2015 العمل المزدزج في مجلس ممثلي الشعب في اللجنة الثانية يشمل التالي:
- وزارة الداخلية
- وزارة الخارجية
- وزارة التخطيط الزراعي والفضائي / الوكالة الوطنية للأراضي.
- وزارة الإصلاح الإداري والإصلاح البيروقراطي
- سكرتير مجلس الوزراء.
- أمين المظالم بجمهورية إندونيسيا.
- لجنة الانتخابات العامة.
- مجلس الإشراف على الانتخابات.
- وكالة الخدمة المدنية.
- معهد الإدارة العامة.
- المحفوظات الوطنية لجمهورية اندونيسيا.
- وزارة التنمية الريفية والريفية والهجرة (الشؤون الريفية).
- هيئة الرئاسة.